# Ermita de San Frutos

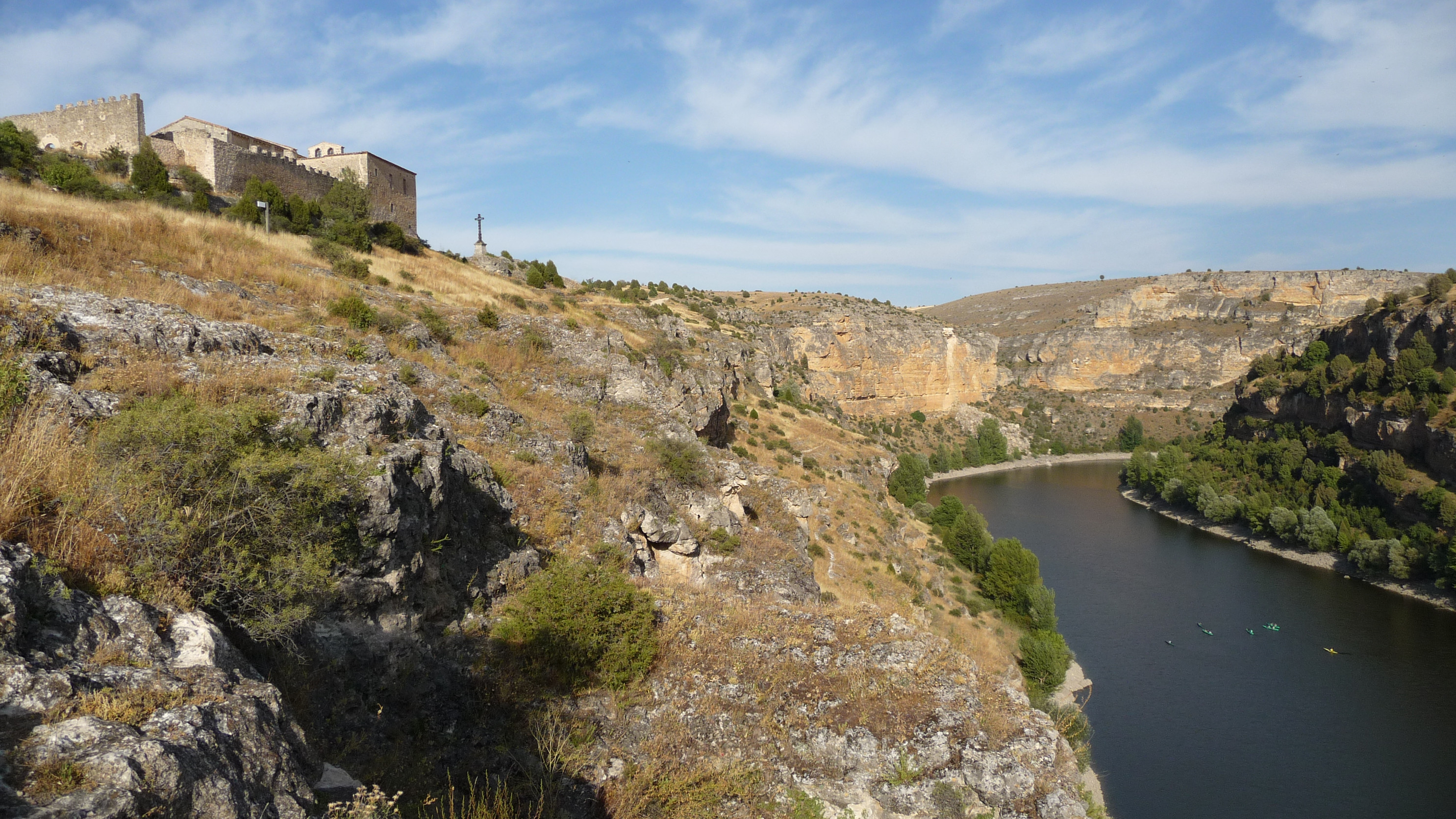
Die Ermita de San Frutos oberhalb der Schlucht des Río Duratón

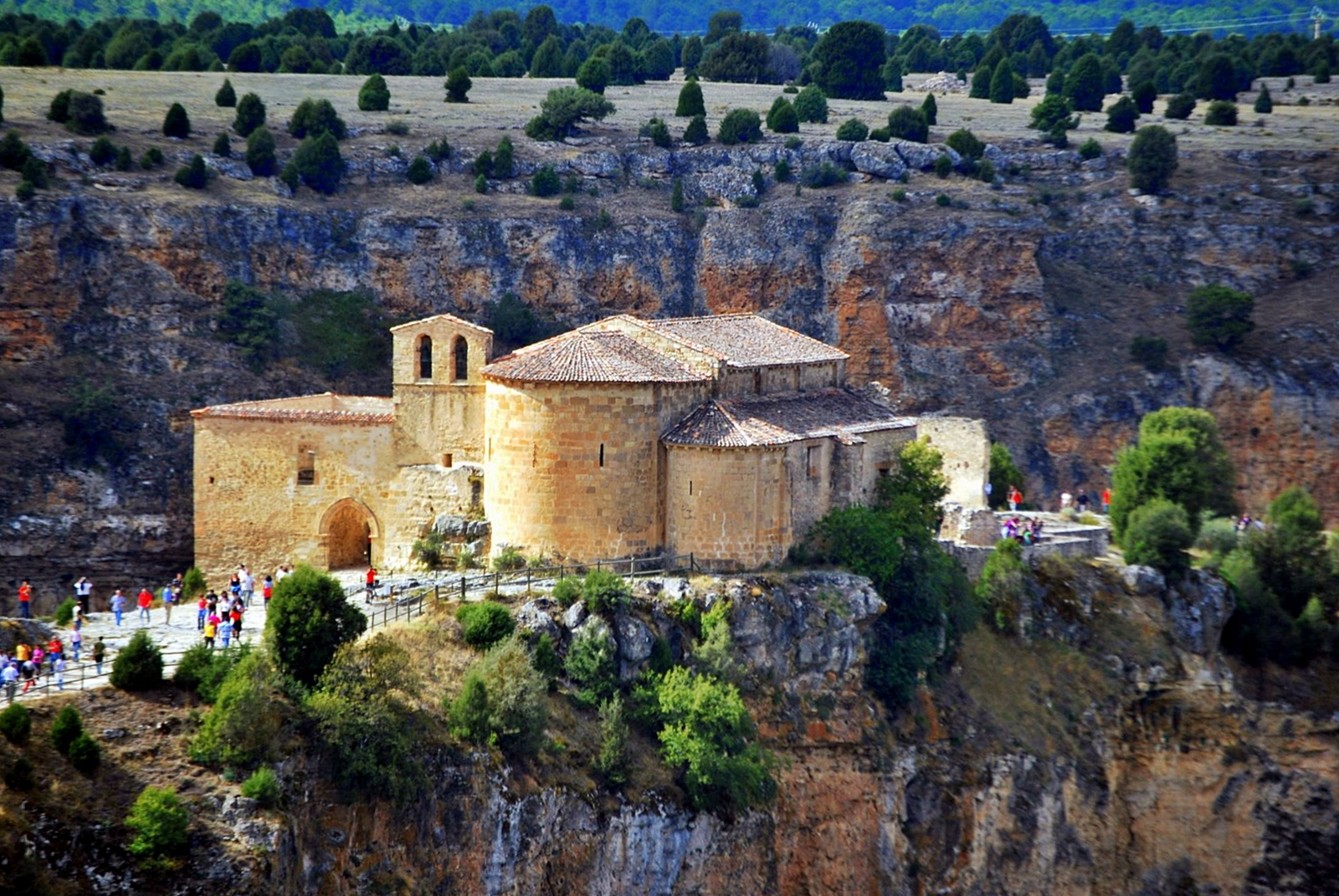
Dto.

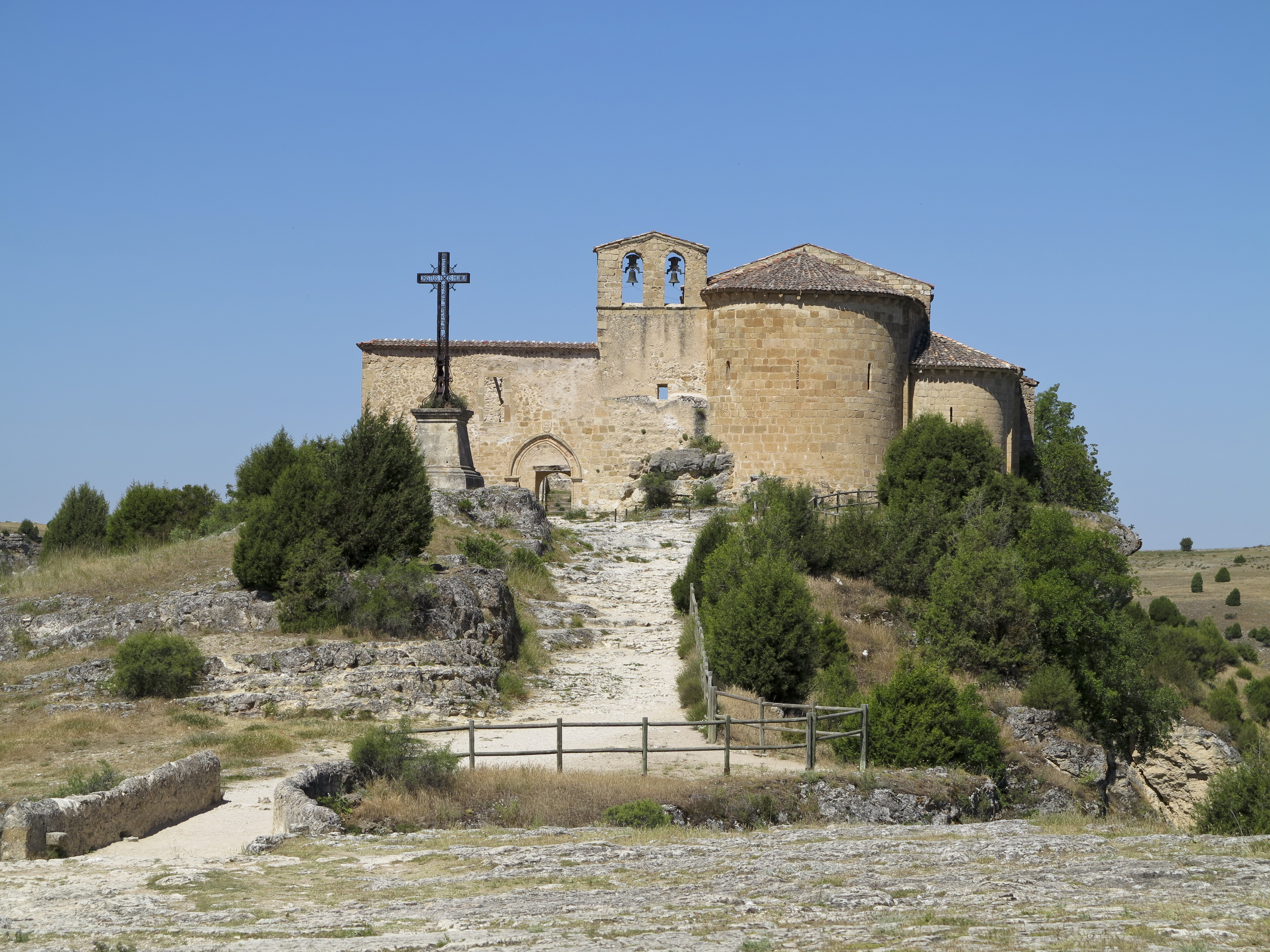
Ermita de San Frutos mit Brücke

Die sogenannte Ermita de San Frutos (oft auch als Prioratskirche (priorata) bezeichnet) unweit des Ortes Carrascal del Río in der kastilischen Provinz Segovia beeindruckt sowohl durch ihre Lage auf einer Felszunge oberhalb des Río Duratón als auch durch ihre lange Geschichte.

## Geschichte
Einige Forscher wollen an der Stelle der heutigen Kirche römische Fundamentreste erkannt haben. Sicher scheint zu sein, dass bereits in westgotischer Zeit – also im ausgehenden 7. Jahrhundert – an dieser Stelle eine kleine Kirche gestanden hat, von der jedoch keine Überreste erhalten sind. Die Gründung dieses Kirchleins wird dem später vom Volk als heilig verehrten Eremiten San Frutos und seinen jüngeren Geschwistern San Valentín und Santa Engracia zugeschrieben. Frutos starb hier angeblich im Jahr 715 und wurde von seinen Geschwistern an diesem Platz begraben; danach zogen die beiden fort und wurden wenig später von den Sarazenen enthauptet. Im 11. Jahrhundert wurden die Gebeine der verehrten Volksheiligen in die alte Kathedrale von Segovia überführt, wo sie allerdings vier Jahrhunderte lang vergessen wurden. Ein Friedhof mit Felsgräbern hinter der Apsis der Kirche wird ins 10. bis 12. Jahrhundert datiert – einige der Steinkistengräber wurden offensichtlich wiederverwendet.
Die heutige Kirche wurde im Jahre 1093 als benediktinische Prioratskirche begonnen, nachdem das Gelände 1076 Eigentum der Abtei Santo Domingo de Silos geworden war; sieben Jahre später war sie fertiggestellt und wurde vom Erzbischof von Toledo geweiht. Das Priorat bestand bis zur Auflösung der spanischen Klöster (desamortización) in den Jahren 1835 bis 1837.

## Architektur
Aufgrund seiner Lage und seiner schmuck- und fensterlosen Mauern wirkt der ganze Komplex wie eine kleine Festungsanlage.

### Außenbau
Die Kirche ist ein äußerst schlichter Bau mit einer völlig ungegliederten Apsis, in die zwei (ursprünglich drei) ungerahmte Fensterschlitze eingeschnitten sind. Südlich der Apsis steht ein zweibogiger Glockengiebel. Westfassade und Portal der Kirche bestehen aus wohlbehauenem Steinmaterial – man hat allerdings den Eindruck, dass das Portal mit seinem mehrfach zurückspringenden Gewände und seinen schmucklosen Archivolten wenige Jahre später entstanden ist. Über dem Portal befindet sich eine – bis auf einen Fensterschlitz zugemauerte – Blendarkade mit seitlich eingestellten Säulen und reich profilierten Archivolten, die wohl der zweiten Hälfte des 12. Jahrhunderts zuzuordnen ist.

### Innenraum
Der einschiffige Innenraum hat eine für die Zeit auffallend große Breite von etwa 8,20 Metern; das gesamte Kirchenschiff ist mit einer einfachen Halbtonne mit Gurtbogenunterzügen überwölbt, deren nach außen weisende Schub- und Druckkräfte von – später eingefügten – eisernen Zugankern aufgefangen werden. Der gesamte Apsisbereich ist vollkommen ungegliedert und schmucklos. Das barocke Altarretabel mit seinen gedrehten salomonischen Säulen im churrigueresken Stil ist eine Zutat des 18. Jahrhunderts.

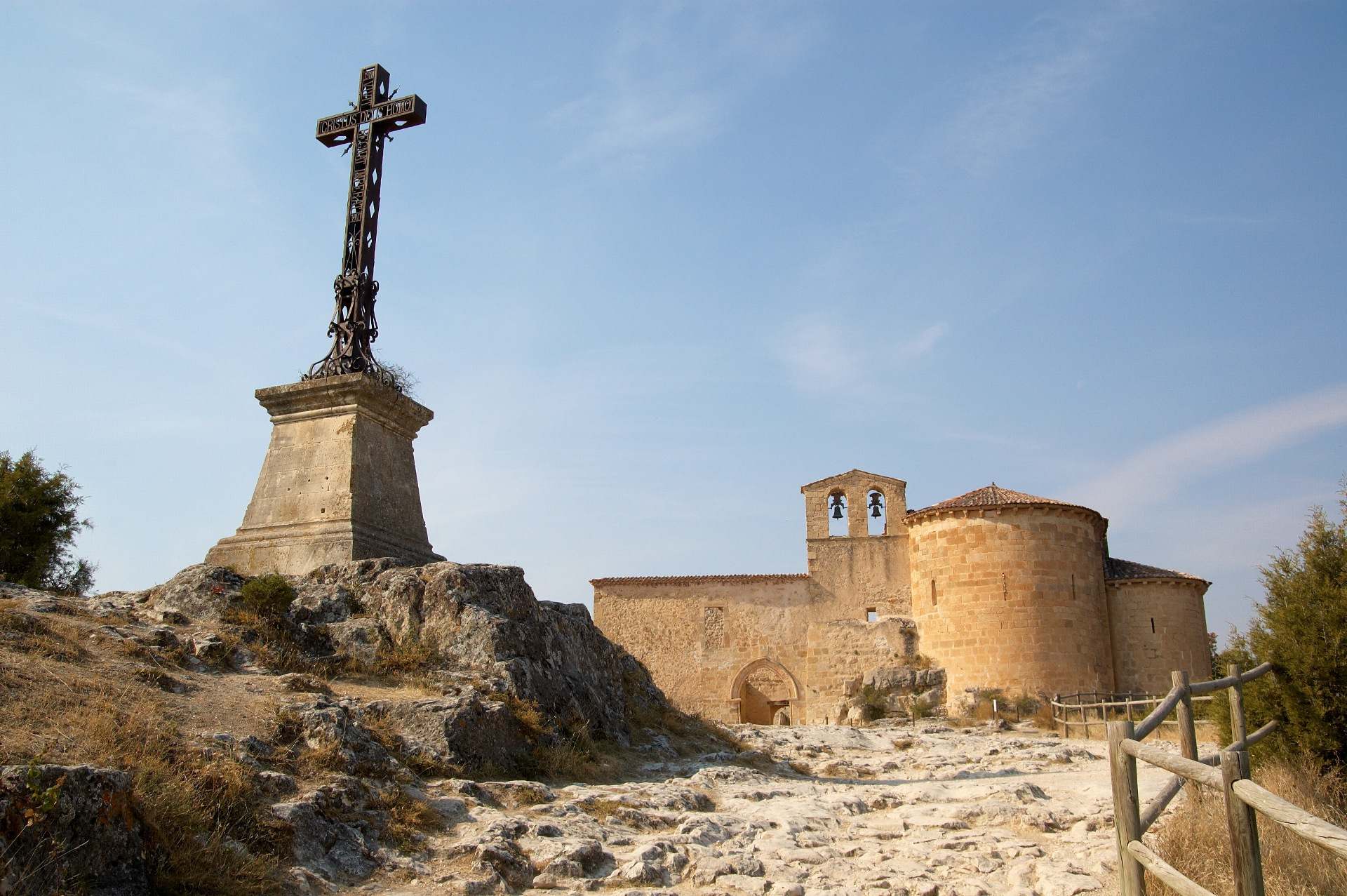
Einsiedelei
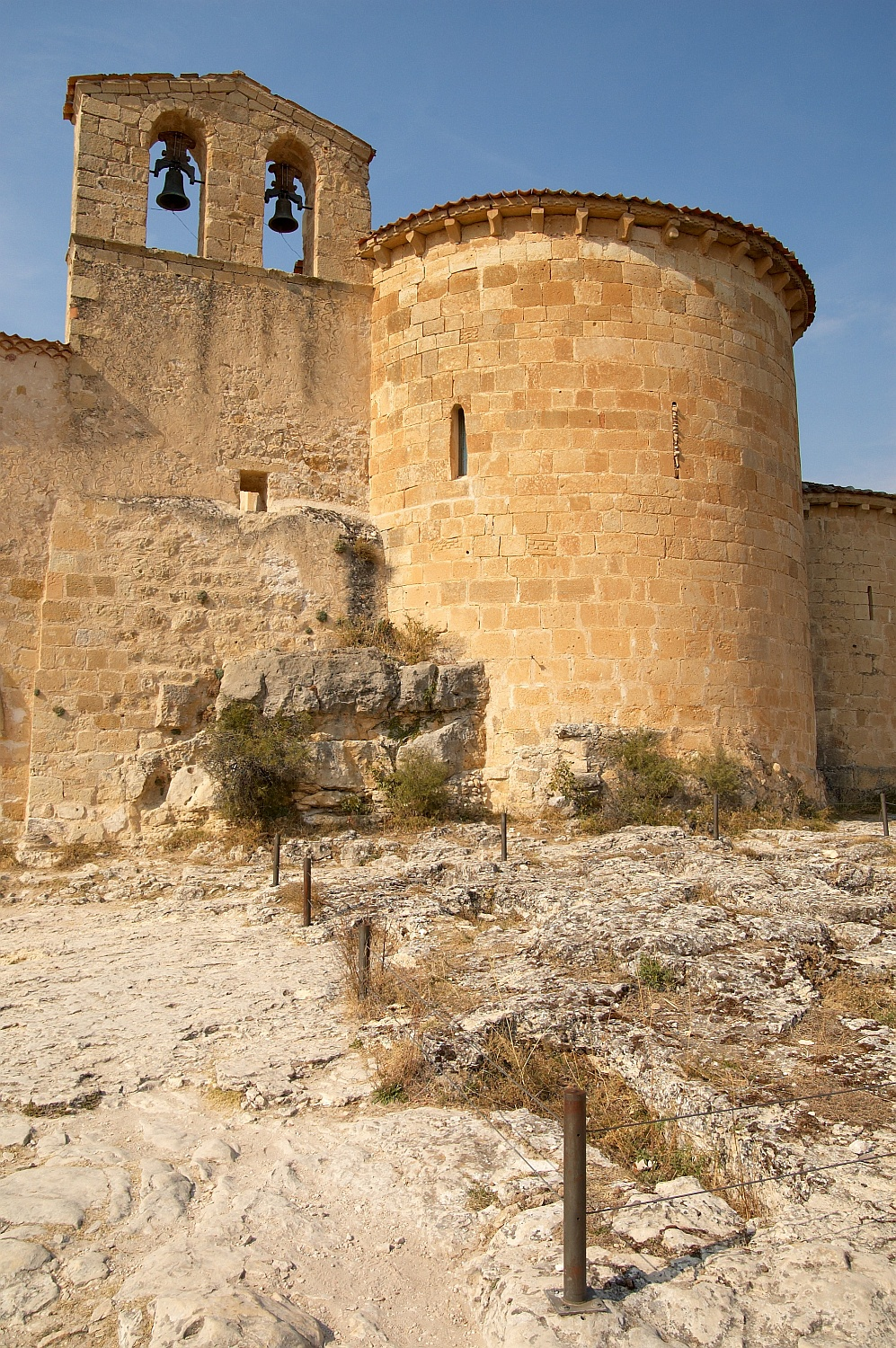
Apsis, Glockengiebel und Nekropolis
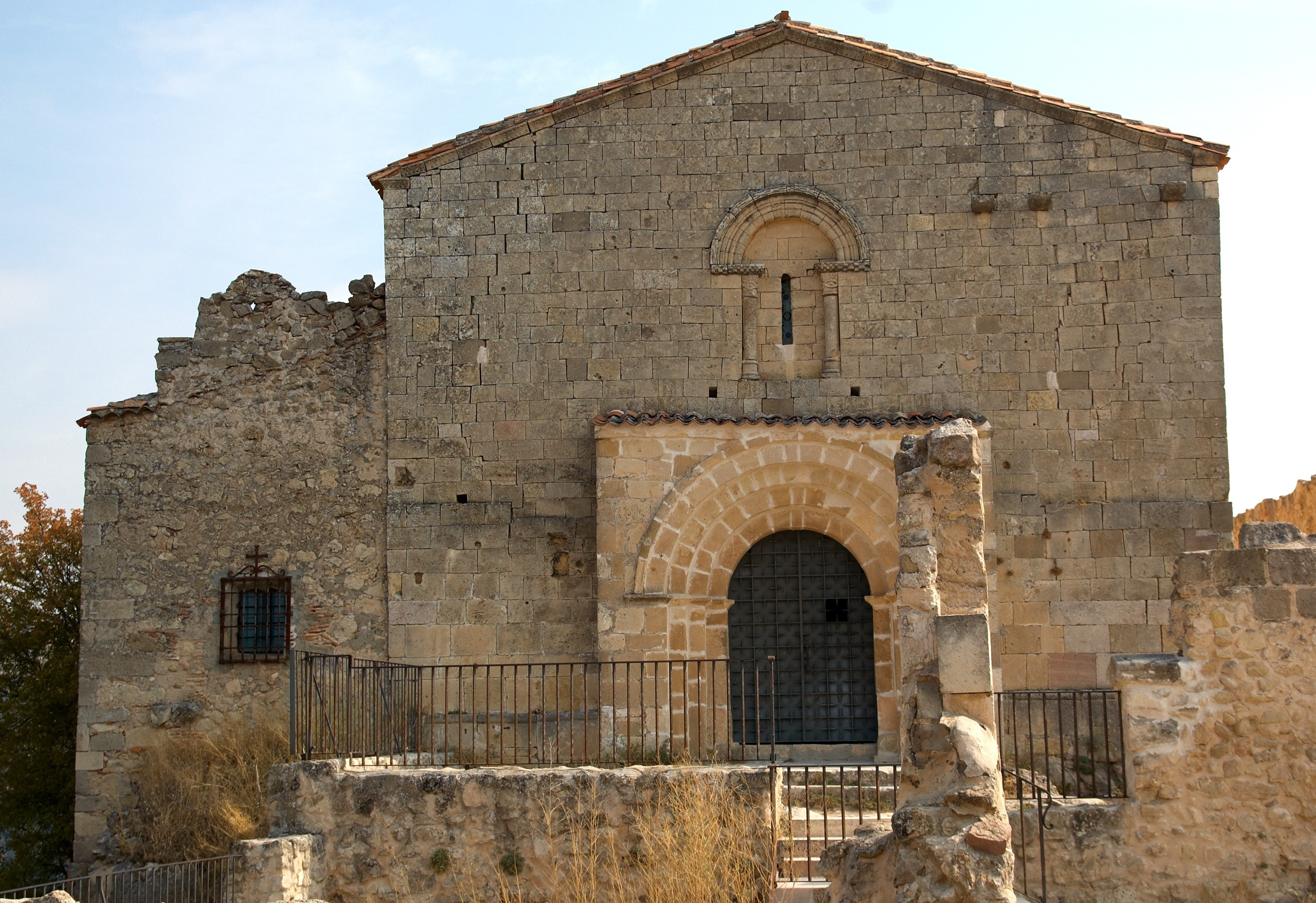
Westfassade mit vorspringendem Portal
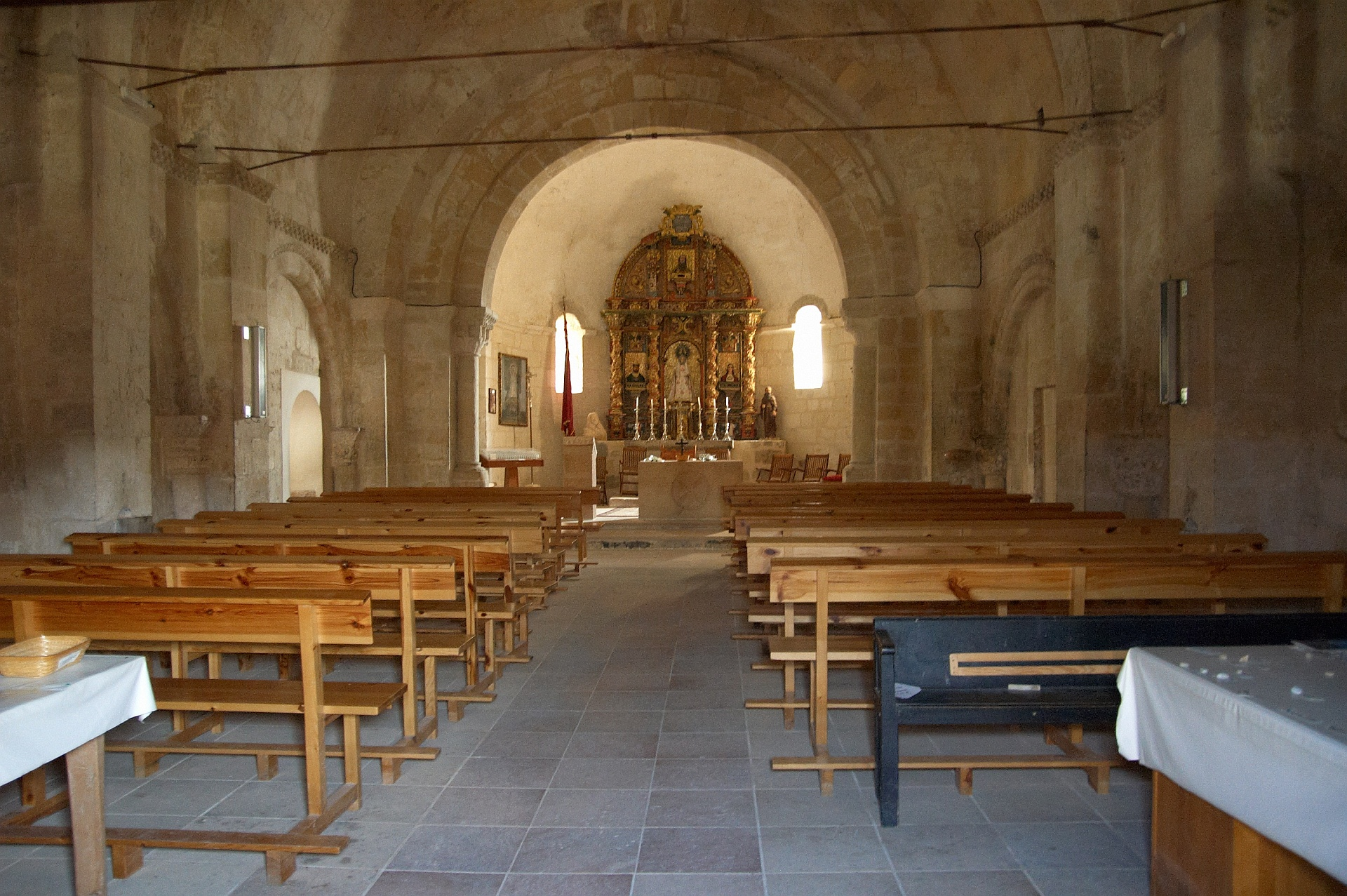
Inneres der Kirche

## Legenden
Einer Legende zufolge soll San Frutos die kleine – heute von einer Brücke überspannte – Schlucht mit seinem Stab in die Felsen gehauen haben, um den Ort vor Angriffen der Sarazenen zu schützen.
Laut einer in Stein gemeißelten Inschrift hat sich an dieser Stelle ein weiteres Wunder ereignet: Im Jahr 1225 stürzte ein eifersüchtiger Mann seine der Untreue verdächtige Frau in die Schlucht – diese überlebte jedoch, womit ihre Unschuld erwiesen war. Später stiftete sie all ihren Besitz dem Priorat und wurde hier beigesetzt. (Zitat: Aquí yace sepultada una muger de su marido despeñada y no morió i hizo a esta casa lymosna de sus bienes. –– „Hier ist eine Frau begraben, die von ihrem Ehemann hinabgestürzt wurde und nicht starb; sie übergab ihren Besitz diesem Haus als Stiftung (limosna))“

## Verkehr
Der Ort ist nicht leicht zu erreichen: von dem Weiler Villaseca führt ein unbefestigter Weg, der in sehr schlechtem Zustand und streckenweise nur im Schritttempo befahrbar ist, bis zu einem Parkplatz; von dort aus ist die Kirche rund 2 Kilometer entfernt und ausschließlich zu Fuß erreichbar.